# Oratorio di San Carlo Borromeo (Castelfiorentino)
L'oratorio di San Carlo Borromeo si trova in via Testaferrata a Castelfiorentino, provincia di Firenze, diocesi della medesima città. 
Fuori dal circuito murario medievale, l'oratorio fu costruito nel 1885; un altro oratorio del XVII secolo sito nelle vicinanze, all'incrocio tra via Testaferrata e corso Matteotti, era stato demolito. Molti elementi architettonici seicenteschi dell'oratorio di San Carlo (architravi, cornici, soglie, ecc.) provengono dal distrutto edificio. 
Sull'altare barocco si trova una tela di Francesco Boldrini del 1618 raffigurante la Madonna in gloria tra i santi Lorenzo, Antonio abate, Francesco, Apollonia, Cecilia, Verdiana, Carlo Borromeo e Sofia; l'opera è potuta ritornare al suo posto grazie all'intervento della Banca di Credito Cooperativo di Cambiano, la quale ha acquistato il dipinto da privati. 
La proprietà dell'edificio è della Propositura di Santa Verdiana, la quale ne ha concesso l'uso al Comune di Castelfiorentino per l'organizzazione di numerose mostre temporanee. 
All'interno è la tela con la Madonna in gloria e i Santi Antonio Abate, Carlo Borromeo, Francesco, Lorenzo, Cecilia, Verdiana, Agata, una Santa martire e Angeli, firmata da Francesco Boldrini e datata 1618.

## Opere già in loco
- La ricca collezione di reliquie dell'oratorio, nella quale spicca un piatto ligneo appartenuto allo stesso San Carlo Borromeo, è stata trasferita nella collegiata dei Santi Lorenzo e Leonardo.